# Microkayla illimani
Microkayla illimani is een kikker uit de familie Craugastoridae. De soort komt voor in Bolivia. Microkayla illimani wordt bedreigd door het verlies van habitat en klimaatverandering.